# Генрі Ґроб
Генрі Гроб (нім. Henry Grob; 4 червня 1904, Браунау — 5 липня 1974, Цюрих) — швейцарський шахіст, міжнародний майстер (1950). Шаховий літератор. Художник.
Чемпіон країни (1939 та 1951). У складі команди Швейцарії учасник Олімпіад (1927), 1935 і 1952. Найкращі результати в міжнародних турнірах: Барселона, Розас (1935) — 3-є; Остенде (1936 і 1937) — 2-е і 1-3-є (разом Паулем Кєресом і Рубеном Файном); Гастінгс (1947/1948) — 2-4-е місця. Його іменем названо дебют 1.g4 (атака Гроба).
В 1940–1973 роках як редактор шахового відділу газети «Neue Zuricher Zeitung» зіграв 3614 партій за листуванням (+2703-430 =481).

## Книги
- Angriff g2-g4, Z., 1942;
- Endspiele, 2 Auflage, Z., 1946;
- Die Eroffnungen in der Schachpartie unter Anwendung des Kampfplanes, 4 Auflage, Z., 1954;
- Lerne Schach spielen, 6 Auflage, Z., 1958.